# 基西尼山
18°14′S 69°4′W / 18.233°S 69.067°W

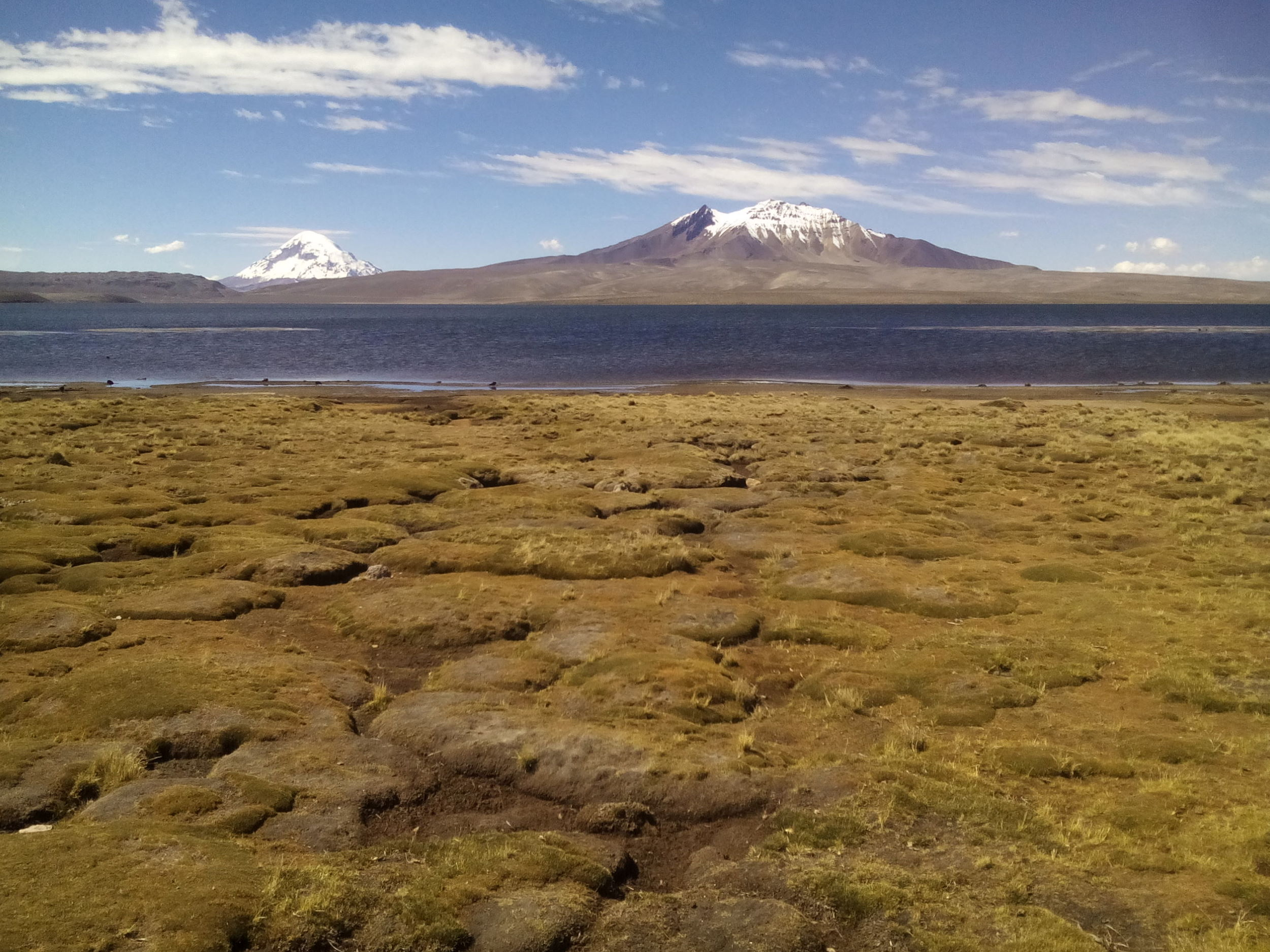

基西尼山（K'isi K'isini），是玻利維亞的山峰，位於該國西部奧魯羅省，處於帕里納科塔火山和珀木拉普火山東南面，屬於安第斯山脈中玻利維亞西部山脈的一部分，海拔高度5,280米。